# Albbruck
Albbruck település Németországban, azon belül Baden-Württembergben. Lakosainak száma 7519 fő (2023. december 31.).

## Népesség
A település népessége az elmúlt években az alábbi módon változott:
| Lakosok száma | 5071 | 5675 | 5965 | 5736 | 6148 | 7099 | 7255 | 7323 | 7110 | 7519 |
|               | 1961 | 1967 | 1974 | 1980 | 1987 | 1993 | 2000 | 2006 | 2013 | 2023 |

 Északról Dachsberg, keletről Waldshut-Tiengen és Dogern, délről Schwaderloch és Mettauertal, nyugatról Laufenburg és Görwihl határolja.

## Híres személyek
- Johann Albiez (1654–1727)
- Johann Michael Hartmann (1725/30 körül – 1810 körül) szobrász
- Gustav Adolf Müller (1866-1928) író, újságíró
- Jakob Ebner (1873–1960) lelkész
- Josua Leander Gampp (1889–1969) grafikus, festő
- Herbert Tröndle (1919) jogtudós